# 칼 바크스
칼 바크스(Carl Barks, 1901년 3월 27일 ~ 2000년 8월 25일)는 미국의 만화가, 작가, 화가였다. 첫 번째 도널드 덕 이야기의 작가이자 예술가이자 스크루지 맥덕의 창작자로서 디즈니 만화책 작업으로 가장 잘 알려져 있다. 경력 후반까지 익명으로 일했다. 팬들은 그를 더 덕 맨(The Duck Man)과 더 굿 덕 아티스트(The Good Duck Artist)라고 불렀다. 1987년 바크스는 윌 아이스너 만화책 명예의 전당(Will Eisner Comic Book Hall of Fame)의 첫 입회자 3명 중 한 명이었다.
바크스는 디즈니 스튜디오 및 웨스턴 퍼블리싱에서 일하면서 덕버그(Duckburg)와 스크루지 맥덕(1947), 글래드스톤 갠더(Gladstone Gander, 1948), 비글 보이즈(Beagle Boys, 1951), 주니어 우드척스(The Junior Woodchucks, 1951), 자이로 기어루스(1951), 코넬리우스 쿠트(1952), 플린트하트 글롬골드(1956), 존 D. 로커덕(1961) 및 마지카 드 스펠(Magica De Spell, 1961)과 같은 많은 캐릭터를 만들었다.
바크스는 애니메이션 역사학자 레너드 몰틴(Leonard Maltin)에 의해 "세계에서 가장 인기 있고 널리 읽히는 예술가 겸 작가"로 선정되었다. 윌 아이스너는 그를 "만화책계의 한스 크리스티안 안데르센"이라고 불렀다. 특히 1980년대부터 Barks의 예술적 기여는 욕심쟁이 오리아저씨 및 2017년 리메이크와 같은 애니메이션 각색의 주요 소스가 되었다.

## 같이 보기
- 스크루지 맥덕